# بوب فيشر (كاتب)
بوب فيشر (بالإنجليزية: Bob Fisher)‏ هو كاتب سيناريو أمريكي، ولد في 20 أبريل 1935.

## وصلات خارجية
- بوب فيشر على موقع IMDb (الإنجليزية)
- بوب فيشر على موقع ألو سيني (الفرنسية)
- بوب فيشر على موقع أول موفي (الإنجليزية)
- بوب فيشر على موقع قاعدة بيانات الأفلام السويدية (السويدية)
- بوب فيشر على موقع قاعدة بيانات الفيلم (الإنجليزية)
- بوب فيشر على موقع كينوبويسك (الروسية)